# 중국 봉건제
봉건(중국어: 封建, 병음: Fēngjiàn 펑젠[*])은 고대 중국에서 시행한 정치 체제로, 지방 분권 형식의 국가 연합체와 유사한 모습을 가진다. 최근까지만 해도 서주시대에 왕가 친척들이나 공신들에게 봉토를 하사한 것에 그 기원이 있는 것으로 여겨져왔지만, 연구를 통해 상나라에도 이와 유사한 제도가 있었음이 밝혀졌다. 봉건제를 통해 왕은 한 지역을 공신에게 하사하여 그 후손들에게 통치권을 부여하지만, 실질적인 지배권은 왕이 가지고 있는 것이다. 이렇게 토지를 하사받은 공신들은 제후(諸侯)라 부른다. 제후는 형식적으로나마 왕에게 신하로서의 예를 갖추었는데, 동주시대에 이르러서는 지역에 대한 자주권을 기반으로 천자에게 반기를 들어 자신들만의 왕국을 세우는데 이르른다. 이에 따라 주나라는 이름뿐인 천자국이 된다.
역사를 구분할 때에는 진나라가 집권하기 이전에 봉건제가 주 정치체로 작용하던 시대를 주대(周代)라 부르기도 한다. 이 때 지역을 신하에게 하사하여 대대손손 통치권을 부여하는 것이 중세 유럽의 정치체와 유사하다 하여 봉건제는 중서 유럽의 정치체를 가리키는 용어로 해석되기도 한다. 그러나 실질적으로 둘 사이에는 분명한 차이가 있기 때문에 이 둘을 분류하여 중국의 봉건제는 fengjian이라고 따로 일컫는 모양이다.
제후국들은 세금을 걷거나 독자적인 법률을 제정할 정도로 높은 자주권을 행사했으며, 심지어는 제후국마다 화폐나 글꼴도 달라지는 등 문화적 양태에서도 차이를 보인다. 제후들은 전시에는 왕에게 군사력을 제공하는 방식으로 충성심을 증명했다. 이러한 체제는 서주시기에 동쪽으로 원정을 나갈 때에 잘 드러난다. 그러나 곧이어 높은 자주권을 기반으로 제후들은 독자적인 세력을 구축하기 시작하고, 결국 일개 제후국의 군세가 주나라의 국력보다도 강성해지게 된다. 결과적으로 제후국들은 주 왕실의 명령을 명령하고 자기들끼리 전쟁을 벌이는 상황에 이른다. 이처럼 동주의 통치권이 해체되고 제후국간의 전쟁이 본격적으로 벌어지게 되는 시대를 전국 시대라 한다.
공자를 비롯한 다양한 사상가들은 봉건제를 가장 이상적인 정치체로 보았다. 특히 공자는 춘추 전국 시대동안 의례와 음악이 공허해졌다고 보고, 봉건제도가 안정적으로 이루어졌던 주나라 초기로 회귀해야 한다며 이후 사상가들의 사상적 근간을 제공했다. 기원전 220년에 진나라가 전국을 통일하고 진시황은 전국을 36개의 군으로 나누어 봉건제가 아닌 군현제를 실시한다. 이 때 현령들은 한 지역에서 영원히 통치권을 부여받는 것이 아니라 정해진 임기를 가지고 임명되었다. 이를 통해 진시황은 지방의 분권을 약화시키고 황제에 의한 중앙집권을 더욱 공고히 할 수 있었다. 이후로 중국의 사상가들은 봉건제를 추구하는 유가들과 군현제를 추구하는 법가들 사이의 논쟁이 이어지는데, 전자는 이상론이라면 후자는 현실론이라고 할 수 있다.
이후 한나라가 성립되며 유교가 황실의 중심 사상으로 채택된다. 이들은 군현제를 유지하되 그 안에 봉건제의 요소를 추가하는 방향으로 국정을 운영했는데 이렇게 절충안으로 제안된 새로운 정치체는 군국제라 부른다. 그러나 이후 한무제에 이르러 군국제의 봉건적 요소는 거의 사라지다싶이 하여 다시 군현제로 회귀했다 한다.

## 같이 보기
- 제후
- 춘추 시대
- 전국 시대
- 항우의 십팔제후왕
- 중화인민공화국의 농업
- 에히도
- 균전제
- 인도 봉건제
- 일본의 역사
- 일본의 율령제